# 3 (album, Slza)
3 je třetí studiové album české popové hudební skupiny Slza. Album bylo vydáno 24. dubna 2020 vydavatelstvím Universal Music. V den vydání alba skupina se skupina Slza zúčastnila koncertu Živáááák Rádia Impuls, kde zahráli písně z toho i z předchozích alb a podpořili Klub svobodných matek. Při tvorbě alba spolupracovali s producenty Oliverem Somem, Nickem Atkinsonem, Eddem Hollowayem, nahrávání probíhalo ve studiích Londýně a Berlíně. Turné k tomuto albu je plánováno na podzim 2020 a jaro 2021, ale je možné, že se kvůli pandemii covidu-19 v Česku přesune.
Před vydáním desky zveřejnila skupina čtyři digitální singly; písně „Paravany“, „Hoď tam trsa“, „4 ráno“ a „Žár“.

## Seznam skladeb
CD 3 vyšlo 24. dubna 2020 a má 10 písní:
Texty napsal(i) Petr Lexa, Xindl X.
| Pořadí         | Název          | Délka |
| -------------- | -------------- | ----- |
| 1.             | 4 ráno         | 3:04  |
| 2.             | Sobě blíž      | 2:44  |
| 3.             | Paravany       | 3:09  |
| 4.             | Fotky          | 3:24  |
| 5.             | Žár            | 3:02  |
| 6.             | V prázdnu      | 3:13  |
| 7.             | Noc            | 3:03  |
| 8.             | V ringu        | 2:46  |
| 9.             | Hoď tam trsa   | 2:46  |
| 10.            | Odsud tam      | 3:09  |
| Celková délka: | Celková délka: | 30:23 |

## Obsazení
- Petr Lexa – zpěv
- Lukáš Bundil – kytara
- Petr Lexa, Xindl X – skládání textů
- Oliver Som, Nick Atkinson, Edde Holloway – produkce